# آی‌پد پرو (نسل چهارم)
آی پد پرو (که به عنوان آی پد پرو نسل چهارم شناخته می‌شود) در ۲۰ آوریل ۲۰۲۰ با همان ویژگی‌های نسل قبل مثل اندازه صفحه نمایش ۱۱ و ۱۲ اینچی معرفی شد. این محصول دارای یک طراحی مجدد ماژول دوربین، پردازنده ٬A12Z حافظه ذخیره‌سازی حداقل ۱۲۸ گیگابایت و پشتیبانی از صفحه کلید جادویی اپل است که به صورت جداگانه فروخته می‌شود. آیپد پرو در تاریخ ۲۵ مارس ۲۰۲۰ در ۳۰ کشور و منطقه به بازار عرضه شد.

## امکانات

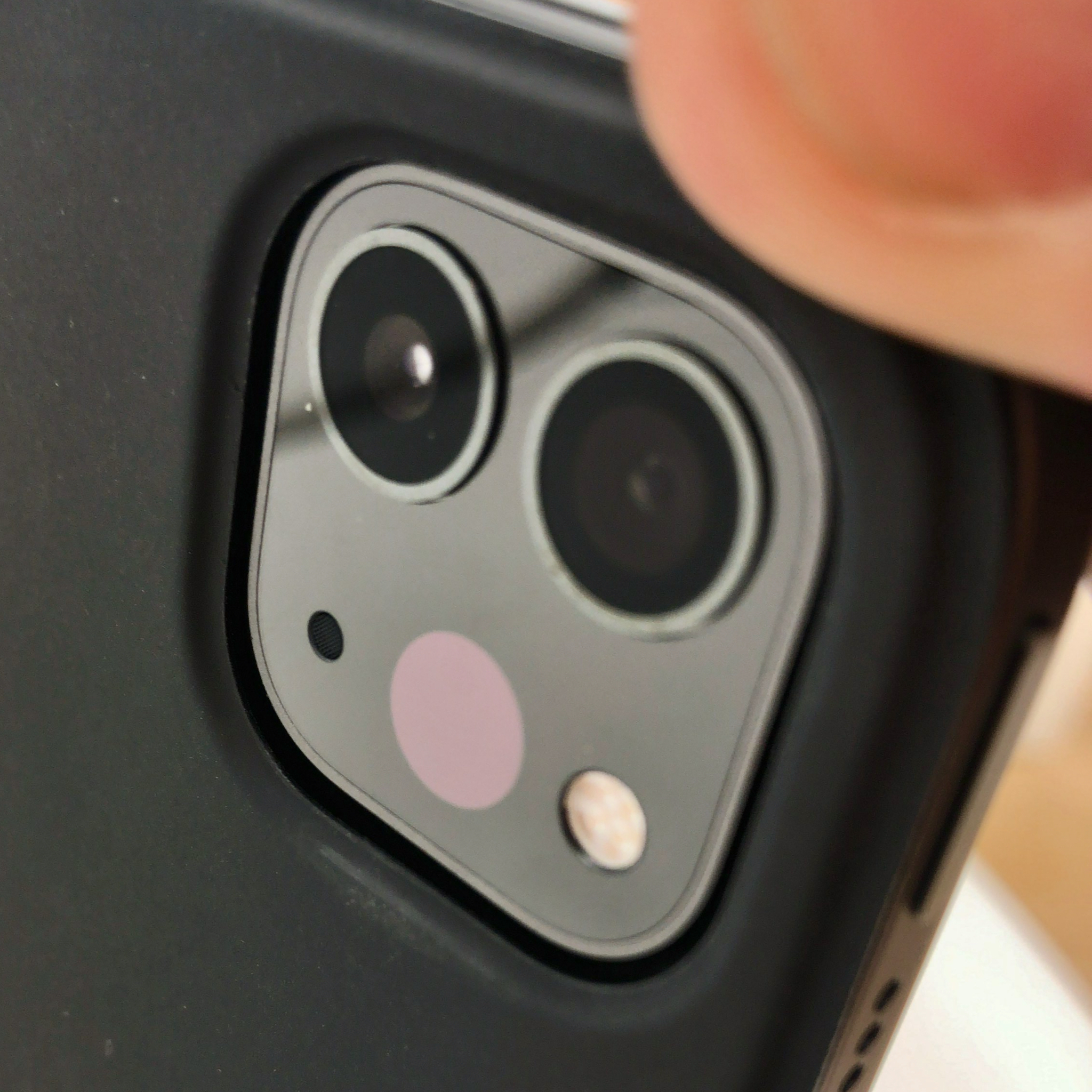
دوربین پشت آیپد پرو 11

### سخت‌افزار
مدل ۲۰۲۰ دارای پردازندهٔ هشت هسته ای اپل A12Z، پشتیبانی از وای فای ۶ و راه اندازی چند دوربین ارتقا یافته مثل یک دوربین ۱۲ مگاپیکسلی، یک دوربین ۱۰ مگاپیکسلی فوق‌العاده گسترده‌ای، و یک های LIDAR اسکنر برای واقعیت افزوده است. از سال ۲۰۱۸ تا ۲۰۲۰، حافظه RAM از ۴ گیگابایت به ۶ گیگابایت بود.

### تجهیزات جانبی
صفحه کلید جادویی‌(Magic keyboard) جدید در تاریخ ۲۲ آوریل سال ۲۰۲۰ منتشر شد که شامل صفحه لمسی، کلیدهای دارای نور پس زمینه، پورت USB-C برای شارژ عبور از طریق دستگاه و طراحی کانتی لایت است که به آیپد پرو اجازه می‌دهد تا «بالای صفحه» شناور باشد. صفحه کلید جادویی با نسل سوم و چهارم و پنجم آیپد پرو سازگار است. پشتیبانی از تاچ پد٬ موشواره (موس)ها و ابزار های اشاره گر به عنوان یکی از ویژگی‌های برتر نسخه ۱۳/۴ آی پد او اس است که در ۲۴ مارس ۲۰۲۰ منتشر شد.
مانند نسخه قبلی خود، این نسخه از آیپد پرو از اپل پنسیل، موارد مختلف و لوازم جانبی USB-C پشتیبانی می‌کند.